# Synoicum molle
Synoicum molle är en sjöpungsart som först beskrevs av William Abbott Herdman 1886.  Synoicum molle ingår i släktet Synoicum och familjen klumpsjöpungar. Inga underarter finns listade i Catalogue of Life.